# Mary Victor Bruce
Mary Victor Bruce (10 de noviembre de 1895 – 21 de mayo de 1990) fue una mujer piloto británica, especializada en batir récords de velocidad y de resistencia a bordo de automóviles, lanchas y aviones en las décadas de 1920 y 1930. Posteriormente, desarrolló una exitosa carrera como mujer de negocios.
En referencias contemporáneas es citada con diferentes nombres: Mary Petre Bruce, Mildred Bruce, Mildred Mary Bruce, o The Hon. Mrs Victor Bruce (designación más extendida en lengua inglesa).

## Primeros años
Mildred Mary Petre nació en Coptfold Hall, Chelmsford, Essex, Inglaterra, en 1895, hija de Jennie Williams, una actriz americana, y de Lawrence Petre, un descendiente de Sir William Petre. Se educó en el Convento de Notre Dame de Sion, en Bayswater, Londres. En 1911, con 15 años de edad, comenzó su pasión por los vehículos de motor, conduciendo la motocicleta Matchless de su hermano, con la que viajaba por Osterley (Londres Oeste), con su perro collie en el sidecar. Fue citada por un incidente de tráfico en el tribunal de policía de Hounslow, donde el magistrado rechazó los cargos, pero la multó con 6 chelines por las costas y le prohibió conducir la motocicleta hasta que cumpliera 16 años.: 28–31  En 1920 adquirió su primer coche, un Enfield-Allday, y fue denunciada muchas veces por circular a gran velocidad, incluyendo tres citaciones de la alta magistratura en la Corte de Bow Street.: 34–35  En 1920 mantuvo un romance con el rico terratenienre Stephen Easter (1874–1952), del que resultó el nacimiento de un hijo, originalmente llamado Billy Stephen Petre Easter, y que cambió su nombre a Anthony Petre Easter-Bruce en 1933. En 1926 se casó con el Honorable Victor Austin Bruce, hijo de Henry Bruce, 2.º Barón de Aberdare. Bruce era conductor de pruebas para AC Cars Ltd y ganó en 1926 el Rally de Montecarlo en un AC. Se divorciaron en 1941: 36  y no tuvieron ningún hijo.

## Récords de competición
Con un coche AC Six (PF6465) prestado por Selwyn Edge, tomó la salida en el Rally de Monte Carlo de 1927 desde la villa escocesa de John o' Groats. Después de recorrer 2700 km durante 72 horas sin dormir, acabó sexta en la clasificación general, y ganó la Coupe des Dames, establecida para la categoría femenina.
El 28 de enero de 1927, partió desde Monte Carlo para realizar una prueba de resistencia de 13.000 km a través de Italia, Sicilia, Túnez, Marruecos, España, y Francia; país este último donde condujo el coche a lo largo de 1600 km en el circuito ovalado de Montlhéry, cerca de París, regresando finalmente a Inglaterra.: 41–51  El 9 de julio de 1927, partió de nuevo con el mismo coche (PF6465) desde Londres, una vez más acompañada por su marido más un periodista y un ingeniero. Condujeron a través de Francia, Bélgica, Holanda, Alemania, Dinamarca, Suecia, Finlandia, y finalmente plantó una bandera británica a unos 400 km del círculo polar ártico. Fue el recorrido en automóvil que había llegado más al norte hasta entonces, un récord que ha permanecido imbatido hasta el siglo XXI.: 52–57  El 9 de diciembre de 1927, Mary y su marido, asistidos por J. A. Joyce, iniciaron una prueba de resistencia de 10 días bajo condiciones de niebla en Montlhéry, conduciendo un AC Six equipado con una carlinga de competición, pero sin techo, ni guardabarros, ni luces. La velocidad media obtenida fue de 109 km/h, recorriendo unos 24.000 km.: 58–73  El 6 de junio de 1929 condujo un Bentley 4.5 Litros en Montlhéry durante 24 horas, estableciendo el récord mundial para un solo conductor, con un promedio de 143 km/h.: 81–94 

## Lanchas rápidas
En 1929 adquirió una lancha fuera borda a la que bautizó Mosquito, disputando diversas pruebas en el embalse de Welsh Arp. El 15 de septiembre de 1929 atravesó el Canal de la Mancha entre Dover y Calais, decidiendo entonces volver a Dover sin parar. Estableció un récord de 1 hora y 47 minutos, entegándole el fabricante una nueva lancha para reemplazar al Mosquito, que salió malparado de la prueba. En octubre de 1929, con una lancha rápida de 23 pies que le habían prestado, fabricada por la British Power Boats, rompió el récord de distancia en 24 horas, recorriendo 694 millas náuticas (1285 km) en una singladura alrededor de un faro y de un yate anclado en Solent, junto a la isla de Wight.: 95–101 

## Aviación

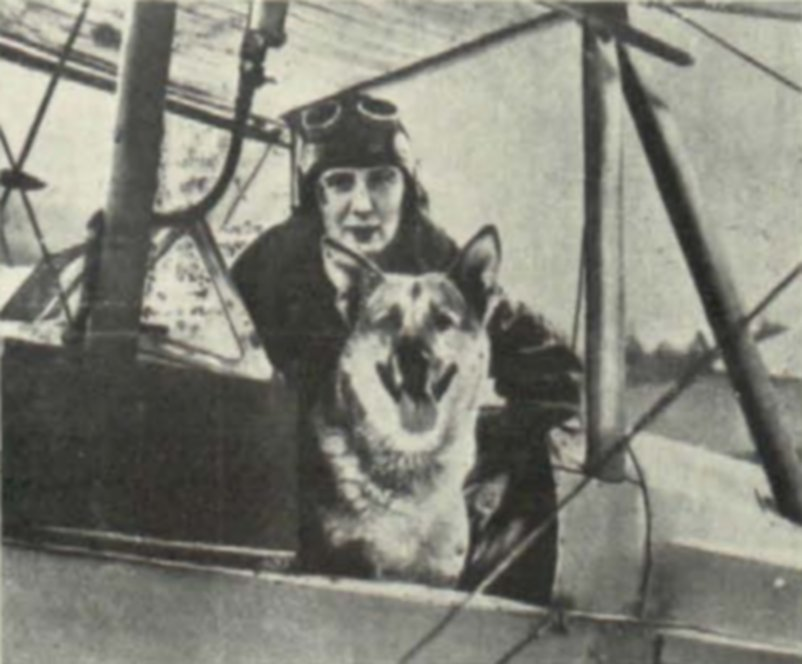
«La aviadora inglesa Mrs. Víctor Bruce y su perro «Paddy», momentos antes de dar comienzo a su raid aéreo Inglaterra-Japón, durante cuya primera etapa recorrió 920 millas en un solo vuelo»

Teniendo ya en su haber un conjunto de registros con automóviles y lanchas, Bruce puso su punto de mira en los cielos. Tan pronto como en 1928 se unió al Club de Vuelo Mayfair y en enero de 1930 ya era dueña de un pequeño biplano De Havilland Moth. No tomó su primera lección de vuelo hasta el 25 de mayo de 1930, el día después de que Amy Johnson completó su raid hasta Australia, que supuso un nuevo récord. Bruce aprendió a volar en la Escuela de Vuelo Brooklands; sus instructores fueron G. E. Lowdell y el capitán H. Duncan Davis. Bruce voló sola el 22 de junio de 1930 y recibió su Licencia A #2855 el 26 de julio.
Adquirió un Blackburn Bluebird IV con el motor de un De Havilland Gipsy en Auto-Auctions Ltd. de Burlington Gardens, Londres. Se envió a la fábrica de Blackburn en Brough, Yorkshire Este, para efectuarle una serie de modificaciones para realizar vuelos de larga distancia. Designado G-ABDS, el 25 de septiembre de 1930 fue bautizado como "Bluebird". Con este avión inició la vuelta al mundo en solitario desde el Aeródromo de Heston. Voló hacia el este con paradas en Alemania, Austria, Yugoslavia, Turquía, Siria e Irak. Una pérdida de aceite le obligó a realizar un aterrizaje de emergencia junto al golfo Pérsico, donde fue acogida durante dos días por la tribu de los baluchi, antes de que un equipo de rescate británico lograse localizarla. Las reparaciones retrasaron su plan de vuelo durante días, pero pudo continuar su periplo sobre la India, Birmania, Siam (Tailandia), y la Indo-China francesa (Vietnam). Las lluvias torrenciales del monzón provocaron un nuevo aterrizaje forzado en un claro de la jungla junto al río Mekong. Contrajo la malaria, y su vuelo volvió a retrasarse. Sobrevoló Hanói, Hong Kong, Shanghái, y Seúl, haciendo el primer vuelo a través del Mar Amarillo. El 24 de noviembre de 1930, habiendo cubierto 16.620 km en 25 días de vuelo, llegó a Tokio. Cruzó el Pacífico a bordo del buque "Empress of Japan", desembarcando en Vancouver (Canadá).
Su vuelo a través de América del Norte no transcurrió sin incidentes: un accidentado aterrizaje en Medford, Oregón, le supuso otra semana de retraso. Tal como tenía previsto, alcanzó New Albany, Indiana, la localidad natal de su madre, tras pasar por San Francisco, San Diego, San Luis y Chicago. Un nuevo retraso de una semana siguió tras otro accidente en Baltimore, y finalmente llegó a la Ciudad de Nueva York a comienzos de febrero de 1931. Atravesó el Atlántico a bordo del vapor Île de France, desembarcó en El Havre, y el 19 de febrero de 1931 voló al Aeropuerto de Lympne, habiendo volado aproximadamente 31.000 km. El 20 de febrero de 1931, con una escolta aérea formada por Amy Johnson y Winifred Spooner entre otros, llegó al Aeropuerto de Croydon, donde le aguardaba una recepción de prensa y algunas celebridades. Fue la primera persona en volar desde Inglaterra a Japón, el primer piloto en volar a través del Mar Amarillo, y la primera mujer en volar alrededor del mundo en solitario (cruzando los océanos en barco).

## Repostaje aéreo
En julio de 1932, adquirió una aeronave anfibia Saro Windhover (G-ABJP), a la que bautizó como City of Portsmouth, que tuvo temporalmente retirado el tren de aterrizaje. También se hizo con un Bristol F.2 (G-ACXA), convirtiéndolo en tanque de repostaje de combustible. Durante agosto de 1932, sobre el canal de Solent junto a la isla de Wight, utilizó las dos aeronaves en tres intentos fallidos de batir el récord mundial de vuelo ininterrumpido con repostaje aéreo. Su copiloto para este reto fue John B. W. Pugh.: 150–156 

## Circo aéreo
A comienzos de 1933 fue invitada a unirse al circo volante "British Hospital Air Pageants", y adquirió un monoplaza Miles Satyr (G-ABVG) a nombre de su compañía Luxury Air Tours Ltd., para usarlo en exhibiciones acrobáticas. También compró un Fairey Fox (G-ACAS) en un desguace, y lo acondicionó en el Aeródromo de Hanworth para poder llevar pasajeros. Por entonces obtuvo la Licencia B de piloto comercial. El Fox se estrelló en julio de 1933, tras lo que decidió abandonar el circo aéreo.: 157–164 

## Intento de raid a Ciudad del Cabo en autogiro
El 25 de noviembre de 1934, despegó del Aeropuerto de Lympne en un autogiro Cierva C.30A (G-ACVX), hacia Ciudad del Cabo, en un intento de batir el récord del vuelo más largo en autogiro, pero la aeronave sufrió problemas en Nimes, Francia, después de haber recorrido 980 km, y no volvió a intentarlo.

## Aviación comercial 1934–1939

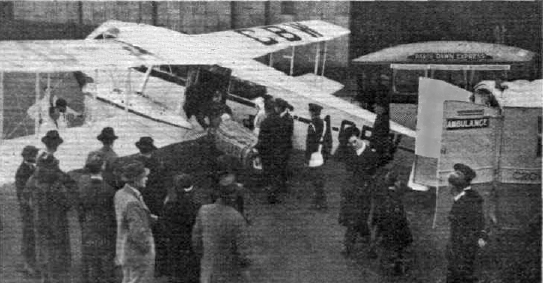
De Havilland DH.84 Dragon (G-ACBW) de Air Dispatch, 1935. Cartel publicitario: "Enfermos confortables: La demostración en Croydon del D.H. Dragon que... ha sido especialmente acomodado para trabajar como ambulancia civil permanente por Air Dispatch Ltd."

El 7 de agosto de 1934, fundó Commercial Air Hire Ltd., que inició inmediatamente vuelos para enviar prensa diaria entre Croydon y París, utilizando dos DH.84 Dragon. En 1935, Air Dispatch Ltd., que había fundado el 9 de julio de 1934, empezó a operar vuelos de carga los fines de semana (más tarde también de pasajeros) desde su base en el Aeropuerto de Croydon a Le Touquet y Le Bourget, París. En abril de 1935, Commercial Air Hire estableció un puente aéreo de pasajeros entre Croydon y Heston, bajo el nombre de Inner Circle Air Lines, utilizando aviones GAL Monospar ST-4. En 1935, Commercial Air Hire adquirió un avión Avro 642 Eighteen de 16 asientos (G-ACFV) para contratos de entrega de diarios, y Air Dispatch compartió su uso para transportar lingotes de plata, y para realizar excursiones, vuelos recreativos y servicios de pasajeros planificados, hasta mediados de 1936.: 165–167 
Mary fue codirectora gestora, con Eric E. Noddings, de ambas compañías, fusionadas en 1936 como Air Dispatch Ltd.: 165–167  Durante este periodo, la flota combinada de Air Dispatch y de Commercial Air Hire, más las compañías asociadas International Air Freight Ltd. y Anglo European Airways, incluía aviones GAL Monospar ST-4s, DH.84 Dragon, DH.89 Dragon Rapide, DH.90 Dragonflie, Airspeed AS.6 Envoy, más otra aeronave arrendada, un Avro 618 Ten.
A finales de 1936, vendió dos de los DH.84 Dragon por una gran cantidad de dinero a un hombre misterioso, que serían exportados de forma encubierta para su uso en los inicios de la Guerra Civil Española (uno de ellos serviría para transportar al general Francisco Franco desde Canarias hasta Marruecos al comienzo del alzamiento militar). Desde 1936, Commercial Air Hire operó muchos de sus DH.84 Dragon en ejercicios de cooperación con el Ejército Territorial bajo contrato del Ejército Británico, realizando vuelos nocturnos y entre reflectores.: 168–174 

## Espectáculo de salto hípico
Hacia 1938 renovó el interés por los caballos de su niñez, y adquirió un caballo de espectáculos de saltos llamado Grand Manor, que cabalgó en espectáculos organizados en Olympia y Windsor.: 175–179 

## Segunda Guerra Mundial
Cuando estalló la guerra el 2 de septiembre de 1939, trasladó sus dos compañías (Commercial Air Hire Ltd. y Air Dispatch Ltd.) y sus aviones al Aeropuerto Municipal de Cardiff, donde entre septiembre de 1939 y abril de 1940 operaron bajo el control del Servicio Nacional de Comunicaciones Aéreas. Posteriormente, como parte de la Organización de Reparación Civil, Air Dispatch reconstruyó alas de aeronaves de la RAF averiadas y aeronaves enteras en Cardiff, empleando finalmente a cerca de 700 personas.: 180–184 
En 1945, la compañía intentó retomar sus servicios aéreos comerciales, pero resultó frustrada por el dominio de las aerolíneas nacionalizadas, aunque siguió luchando por sus derechos e independencia hasta el final. Air Dispatch Ltd. se dedicó entonces a reparar y después a fabricar carrocerías de autobús y de trolebús, cambiando su nombre en 1947 a Air Dispatch (Coachbuilders) Ltd. En 1948, bajo la administración de su hijo Anthony Bruce, la compañía fue rebautizada como Bruce Coach Works Ltd., nombre con el que operó hasta su clausura en 1952. La fortuna de Mary Bruce aumentó posteriormente gracias a sus inversiones inmobiliarias.: 184–187 

## Años posteriores

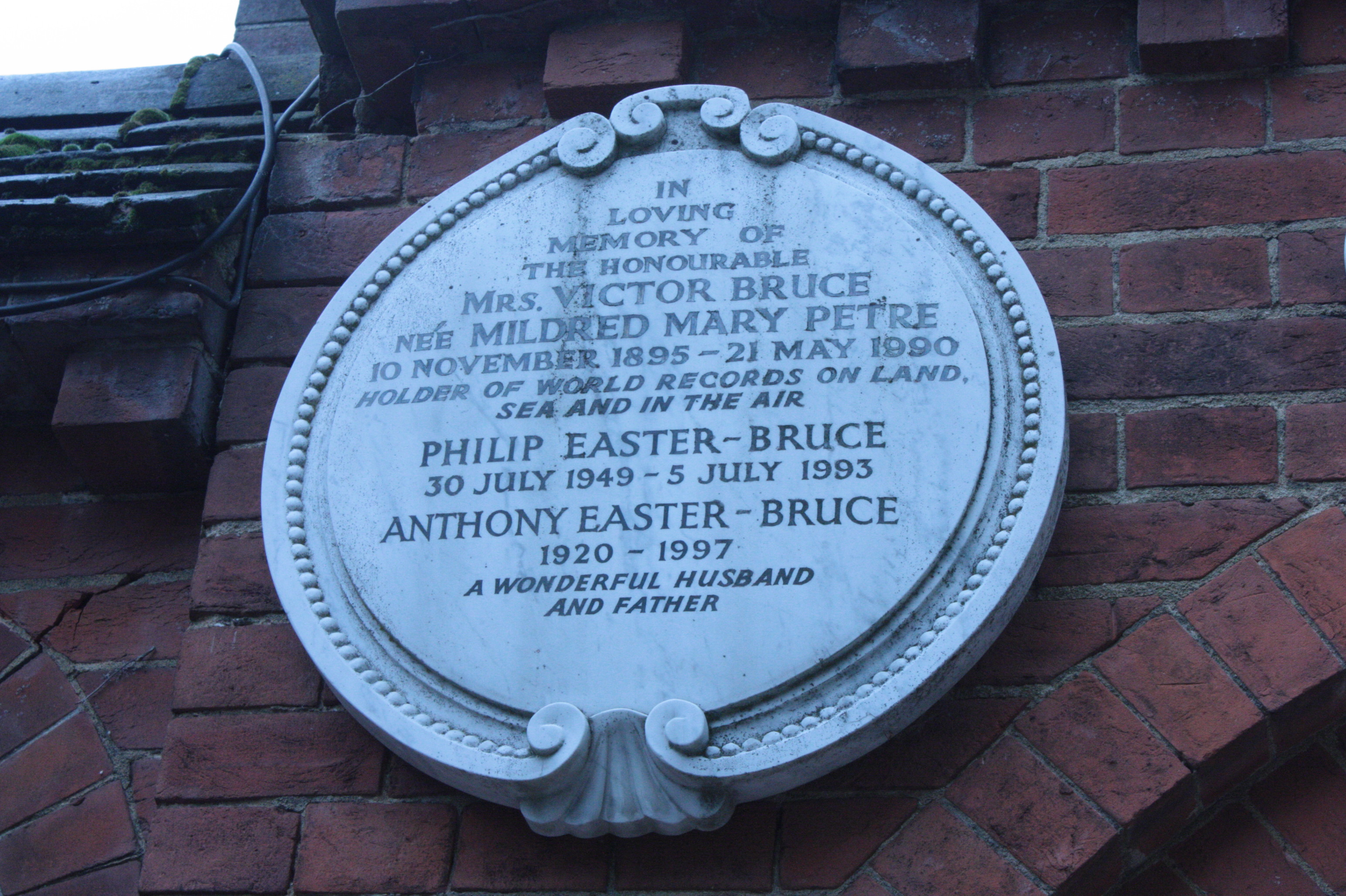
Placa conmemorativa, dedicada a la Hon. Mrs Victor Bruce, en el Crematorio de Golders Green

En abril de 1974, a los 78 años de edad, condujo en unas pruebas un Ford Capri Ghia a 180 km/h en el circuito de Thruxton. Con 81 años, después de un breve curso de actualización, realizó un bucle en una avioneta De Havilland Chipmunk. Mildred Bruce murió en 1990, a los 94 años de edad.: 13–19 
Fue incinerada en el Crematorio de Golders Green en Londres, donde existe una placa conmemorativa en su memoria, siendo sobrevivida por su hijo, Anthony Easter-Bruce (1920–1997) y por un nieto, Michael Easter-Bruce (nacido en 1952).

## Publicaciones
- Nine Thousand Miles in Eight Weeks – Being an Account of an Epic Journey by Motor-Car through Eleven Countries and Two Continents. Heath Cranton Limited. 1927.
- The Woman Owner-Driver. Collection of 14 essays on motoring for women. Iliffe and Sons. 1928.
- The Peregrinations of Penelope, with 40 drawings by Joyce Dennys. Heath Cranton Limited. 1930.
- The Bluebird's Flight. Chapman & Hall Ltd. 1931.
- Nine Lives Plus – Record Breaking on Land, Sea and in the Air: an autobiographical account. Pelham Books. 1977. ISBN 0-7207-0974-1.
- «Where Evening Joins the Dawn (An account of her drive north of the Arctic Circle)». The Oxford Annual for Girls, Tenth Year (Humphrey Milford; Oxford University Press): 9ff. 1928.
- Motoring in the Arctic: An adventurous trip through Sweden and Finland into Lappland and the Arctic circle.